# 阿布他明
阿布他明是一种含氮有机化合物，分子式C18H23NO4，可作为强心剂和β肾上腺素受体激动剂。